# Tripla giunzione di Macquarie

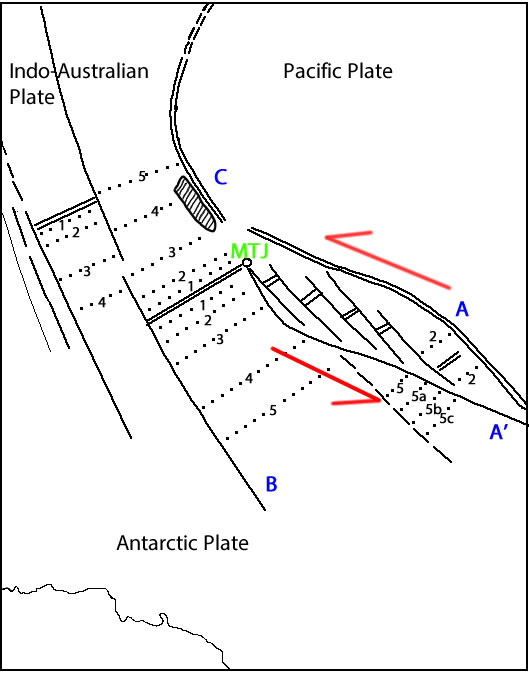
Figura 1: Lo stato attuale dei margini che si incontrano nella tripla guinzione di Macquarie (MTJ). Tra le regioni A e A' è presente la zona di frattura di Emerald, una faglia trasforme in cui sono presente anche effetti distensivi, che rappresenta la parte finale del margine tra placca pacifica e placca antartica. Con la lettera B è indicata la zona di faglia di Balleny, ad ovest della MTJ, che caratterizza questa regione della dorsale indiana sudorientale, il margine tra la placca indo-australiana e la placca antartica. La lettera C, infine, identifica la fossa di Hjort, una zona di subduzione indotta, nella parte finale del margine trasforme tra la placca indo-australiana e la placca pacifica.

La tripla giunzione di Macquarie è un'area geologicamente attiva situata sul fondale marino della regione meridionale dell'Oceano Pacifico, a sud della Nuova Zelanda, alle coordinate 61°30′S 161°00′E, dove le placche indo-australiana, pacifica e antartica si incontrano e interagiscono. La tripla giunzione deve il suo nome alla vicina isola Macquarie, situata a sud-est della Nuova Zelanda.
Questa tripla giunzione è attualmente identificata come appartenente al tipo R-F-F (dorsale-faglia-faglia) sebbene, come spiegato di seguito, la zona di faglia di Macquarie presenti diverse componenti di convergenza, come la fossa di Hjort, anche nei pressi della tripla giunzione.

## Evoluzione, stabilità e spostamento
L'odierna comprensione dell'evoluzione della tripla giunzione di Macquarie è stata resa possibile dalle approfondite ricerche effettuate sulle anomalie magnetiche della regione e dalla ricostruzione della propagazione delle zone di frattura locali. Basandosi sull'Anomalia 21, le origini della tripla giunzione di Macquarie sono state fatte risalire a 47,91 milioni di anni fa. La completa ricostruzione dell'evoluzione della tripla giunzione comincia da 33,3 milioni di anni fa, dalla comparsa dell'anomalia 13o, e può essere semplicemente descritta come uno spostamento verso sud-est di circa 1.100 km rispetto alla placca australiana, spostamento che è avvenuto per la maggior parte lungo la faglia trasforme che costituisce il margine tra placca australiana e placca pacifica.
33,3 milioni di anni fa la tripla giunzione di Macquarie era una tripla giunzione stabile di tipo R-F-F in cui si incontravano due faglie trasformi (F) e una dorsale oceanica (R), quest'ultima presente tra la placca antartica e la placca australiana. Benché il margine tra placca pacifica e placca australiana fosse una dorsale oceanica, quindi un margine divergente, il segmento che arrivava nella giunzione era una faglia trasforme come quelle che intervallano due segmenti di dorsale (vedi figura 2). La giunzione si è poi mossa verso sud-est con un angolo di 120° rispetto alla placca australiana a una velocità di circa 40 km/milione di anni con una traiettoria pressoché costante per tutto l'Oligocene, da 33,3 a 20,1 milioni di anni fa. Durante questo periodo il margine tra la placca australiana e la placca pacifica ha subito un'evoluzione passando dall'essere una dorsale oceanica all'essere prima una faglia trascorrente e poi, meno di 20,1 milioni di anni fa, un margine convergente.
10,9 milioni di anni fa, la tripla giunzione di Macquarie si è quindi trasformata in una tripla giunzione di tipo dorsale-fossa-faglia trasforme, ossia di tipo R-T-F, a causa della trasformazione del margine tra placca australiana e placca pacifica. Questo margine convergente obliquo innescò poi la rotazione in senso orario del complesso della dorsale di Macquarie portando alla formazione sia di numerose zone di frattura attorno ad esso sia della fossa di Hjort. Tale rotazione portò ad un cambiamento di rotta nella migrazione che proseguì verso sud con un angolo di 150° rispetto alla placca australiana e una velocità di 34 km/milione di anni.
Fra i 5,9 e i 2,6 milioni di anni fa, la convergenza nella fossa di Hjort diminuì e il margine tra le placche pacifica e australiana tornò ad essere un margine trasforme (l'attuale zona di faglia di Macquarie), conseguentemente la tripla giunzione di Macquarie tornò ad essere di tipo R-F-F e in tale configurazione è rimasta ancora oggi.

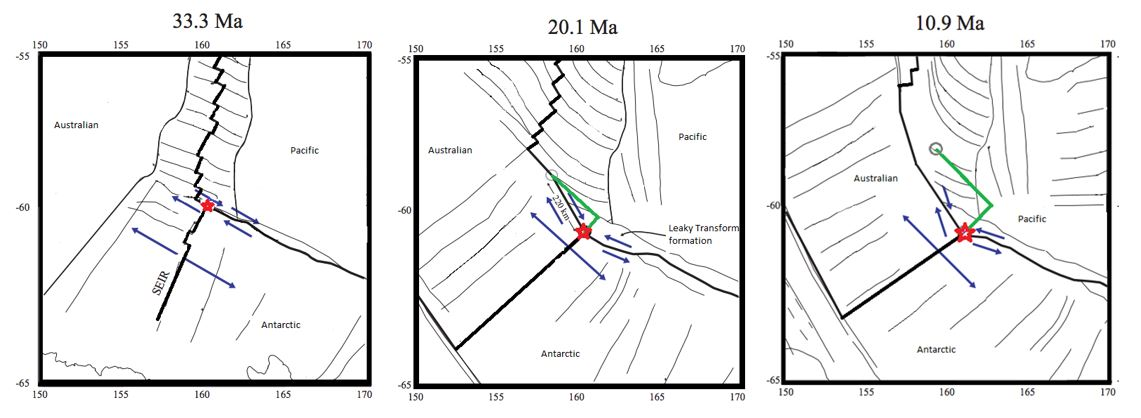
Figura 2: L'evoluzione della tripla giunzione di Macquarie nei suoi stadi di 33,3, 20,1 e 10,9 milioni di anni fa. La linea verde mostra lo spostamento nei vari intervalli.

## Tettonica locale

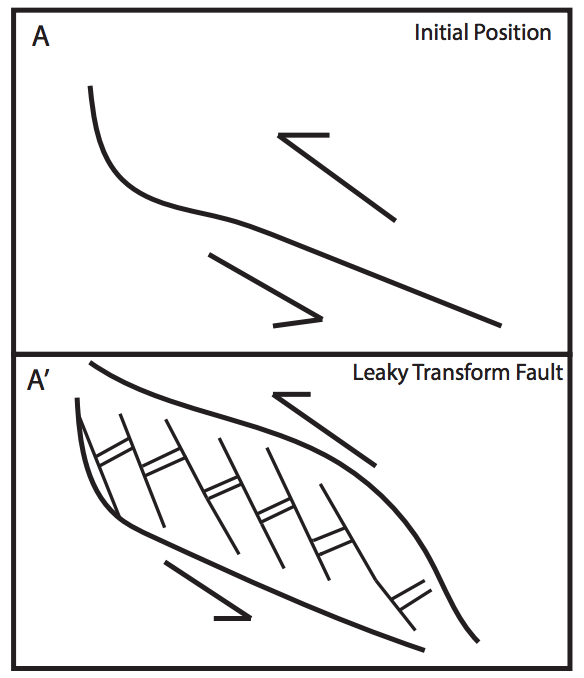
Figura 3: Spesso nelle curvature delle faglie trasformi, gli effetti trascorrenti sono accompagnati da effetti distensivi, come nel caso della zona di frattura di Emerald.

Figura 4: La nuova crosta oceanica di forma nelle dorsali oceaniche mentre la vecchia è distrutta nelle zone di subduzione, in corrispondenza delle fosse.

### Zona di frattura di Emerald
La zona di frattura di Emerald è una faglia trasforme, impropriamente chiamata zona di frattura, che costituisce la parte più occidentale della dorsale pacifico-antartica. La faglia è piuttosto giovane e la sua formazione, che risale a circa 2,197-2,229 milioni di anni fa, si deve ad una trasformazione subita dal margine tra la placca pacifica e la placca antartica tra i 3,4 e i 3,86 milioni di anni fa. Questa trasformazione fu a sua volta causata da un cambiamento nella direzione dello spostamento della placca pacifica avvenuto in risposta all'attività del punto caldo di Louisville.

Come detto, la zona è situata nella parte più occidentale del margine delle due placche, la dorsale pacifico-antartica, vicino alla tripla giunzione dove giunge con una curvatura piuttosto pronunciata. Come spesso succede in prossimità di tali curvature, gli effetti trascorrenti sono qui accompagnati da effetti distensivi e ciò ha portato alla risalita di materiale profondo con la conseguente formazione di dicchi.

### Dorsale indiana sudorientale
La dorsale indiana sudorientale è il margine divergente che separa la placca indo-australiana dalla placca antartica. Prima di arrivare nella tripla giunzione, la dorsale è intervallata dalla zona di faglia di Balleny (vedi figura 1), un'ampia faglia trasforme a spostamento laterale destro che si pensa si sia formata in conseguenza alla formazione della zona di frattura di Emerald. Si ritiene che la grande distanza tra i due ultimi segmenti della zona orientale della dorsale indiana sudorientale, uniti appunto dalla faglia, abbia prodotto una significativa differenza nello spessore crostale del fondale della placca australiana e che ciò abbia influenzato la formazione della fossa di Hjort.

### Fossa di Hjort
La fossa di Hjort è la parte più meridionale del complesso della dorsale di Macquarie, un complesso di rilievi a sua volta facente parte della zona di faglia di Macquarie, ed è stata identificata come zona di subduzione. La fossa si trova in una regione di convergenza diagonale prodotta dall'evoluzione della zona di frattura di Emerald. A causa dei movimenti relativi delle placche la fossa è stata spesso luogo di eventi sismici con ipocentri localizzati generalmente a meno di 20 km di profondità, il che suggerisce la subduzione della placca indo-australiana al di sotto di quella pacifica. Sebbene la fossa di Hjort sia un esempio di zona di subduzione oceanica non spontanea, in quanto formatasi in risposta allo sviluppo di una faglia trasforme, essa un giorno si trasformerà quasi certamente in una zona di subduzione auto-alimentata.

## Studio della tripla giunzione di Macquarie
La piena comprensione dell'evoluzione della tripla giunzione di Macquarie è principalmente dovuta a studi effettuati sui dati batimetrici, gravitazionali, magnetici e sismici della regione. I primi studi furono effettuati nei primi anni settanta dalle spedizioni della Eltanin, che analizzarono i dati batimetrici e magnetici al fine di determinare la topografia del fondale marino della zona ed il suo tasso di espansione.

Ulteriori ricognizioni furono effettuate durante gli anni 1988–1991 con diversi viaggi della OGS-Explora. Dalle analisi dei dati ottenuti da quest'ultima si evidenziò un cambiamento nel moto relativo delle placche antartica e pacifica con la conseguente compressione che ha portato alla nascita della regione della zona di dorsale di Macquarie, la già citata formazione di rilievi nella parte meridionale della zona di faglia di Macquarie.